# Lehigh Valley Phantoms

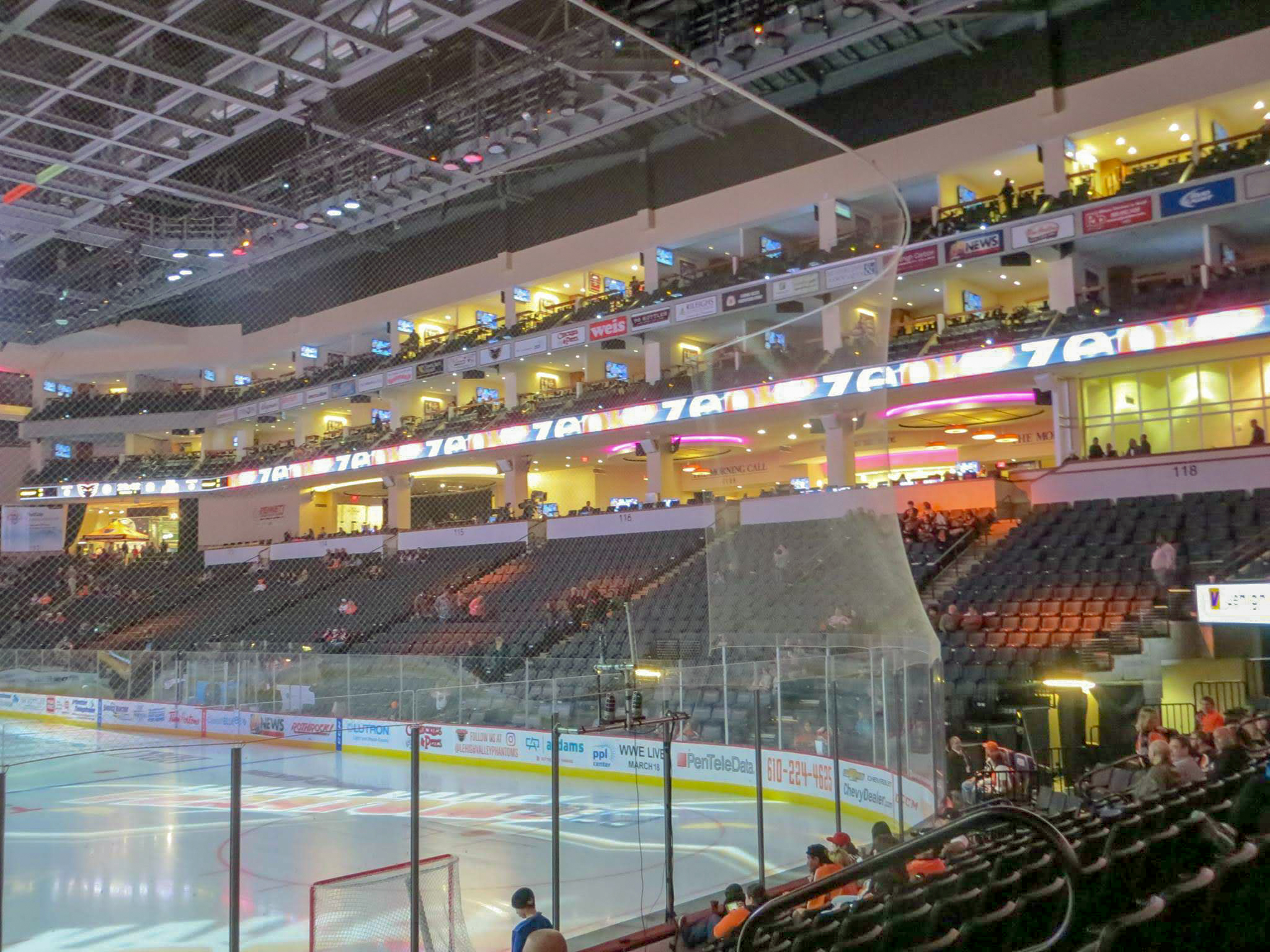
PPL Center in Allentown, Pennsylvania, 2017

Die Lehigh Valley Phantoms sind ein US-amerikanisches Eishockeyfranchise aus Allentown, Pennsylvania. Das Franchise nimmt seit der Saison 2014/15 am Spielbetrieb der American Hockey League teil. Die Phantoms tragen ihre Heimspiele im neu gebauten PPL Center (8.700 Plätze) aus und fungieren als Farmteam der Philadelphia Flyers.

## Geschichte
Im März 2011 wurde angekündigt, dass das Farmteam der Philadelphia Flyers zur Saison 2013/14  von Glens Falls, New York nach Allentown umzieht. Aufgrund von Verzögerungen beim Bau des PPL Centers musste dieses Vorhaben um eine Spielzeit verschoben werden.
Am 14. November 2012 wurde bekannt, dass die Mannschaft unter dem Namen Lehigh Valley Phantoms auflaufen wird. Der Vorschlag setzte sich gegen Alternativen, wie Pennsylvania Phantoms oder Allentown-Bethlehem-Easton Phantoms durch. Das Franchise ist damit Nachfolger der Adirondack Phantoms und nach den Hershey Bears und den Wilkes-Barre/Scranton Penguins der dritte AHL-Standort in Pennsylvania.

## Trainerhistorie
- Terry Murray (2014–2015)
- Scott Gordon (2015–2018)
- Kerry Huffman (2018–2019)
- Scott Gordon (2019–2021)
- Ian Laperrière (seit 2021)